# تربوف
تربوف (به لاتین: Tërbuf) یک منطقهٔ مسکونی در آلبانی است که در شهرستان فیر واقع شده‌است.